# John Brahm
John Brahm, eigentlich Hans Julius Brahm bzw. Hans Julius Abrahamson; (* 17. August 1893 in  Hamburg; † 12. Oktober 1982 in Malibu, Kalifornien) war ein deutscher Regisseur und Schauspieler.

## Leben
Brahm, Sohn des Schauspielers Ludwig Brahm und damit Neffe des Regisseurs und Theaterdirektors Otto Brahm, begann seine schauspielerische Laufbahn 1911 am Thalia Theater in Hamburg. Er spielte hier vier Jahre und war dann Kriegsteilnehmer im Ersten Weltkrieg.
1919 wurde er Theaterregisseur und war in Hamburg, Prag, Berlin und Wien tätig. Am Burgtheater inszenierte er 1929 die Uraufführung des Diptychons Spuk (Die schwarze Maske und Hexenritt) von Gerhart Hauptmann. Als Regieassistent und Dialogregisseur knüpfte er erste Kontakte zum Film.
Nach der Machtübergabe an die Nationalsozialisten musste er als verfolgter Jude 1933 mit seiner Ehefrau Dolly Haas nach Frankreich emigrieren, 1934 nach England und 1937 in die USA, wo er als Filmregisseur in Hollywood arbeitete. Dort machte er sich durch seine Gruselkrimis Scotland Yard greift ein (1944) und Scotland Yards seltsamster Fall (1945) einen Namen. Die jeweils mit Laird Cregar in der Hauptrolle inszenierten Filme werden heute vor allem für ihre atmosphärische Dichte und das Spiel des Hauptdarstellers geschätzt. Mit Die goldene Pest und Vom Himmel gefallen drehte er Mitte der 1950er Jahre zwei Filme in Deutschland.
Brahm war in erster Ehe von 1919 bis 1921 mit der Schauspielerin Johanna Hofer verheiratet.

## Filmografie (Auswahl)
Als Regisseur
- 1936: Broken Blossoms
- 1937: Counsel for Crime
- 1938: Penitentiary
- 1938: Girls’ School
- 1939: Laßt uns leben (Let Us Live)
- 1939: Rio
- 1940: Escape to Glory
- 1941: Wild Geese Calling
- 1942: Das unsterbliche Monster (The Undying Monster)
- 1943: Tonight We Raid Calais
- 1943: Die Eiskönigin (Wintertime)
- 1944: Scotland Yard greift ein (The Lodger)
- 1944: Guest in the House
- 1945: Scotland Yards seltsamster Fall (Hangover Square)
- 1946: The Locket
- 1947: The Brasher Doubloon
- 1947: Singapur (Singapore)
- 1949: Die Herrin von Atlantis (Siren of Atlantis) (ungenannt)[3]
- 1950: Der Dieb von Venedig (Il ladro di Venezia)
- 1952: Die Heilige von Fatima (The Miracle of Our Lady of Fatima)
- 1952–1959: Schlitz Playhouse of Stars (23 Folgen)
- 1953: Der blaue Stein des Maharadscha (The Diamond Queen)
- 1954: Der wahnsinnige Zauberkünstler (The Mad Magician)
- 1954: Die goldene Pest
- 1955: Vom Himmel gefallen (Special Delivery)
- 1955: Bengazi
- 1955–1956: Medic (16 Folgen)
- 1957–1959: Dezernat M (M Squad, 8 Folgen)
- 1959–1962: Gnadenlose Stadt (Naked City, 15 Folgen)
- 1959–1964: Twilight Zone (12 Folgen)
- 1959–1965: Alfred Hitchcock präsentiert (Alfred Hitchcock Presents, 15 Folgen)
- 1960–1962: Thriller (12 Folgen)
- 1961–1966: Dr. Kildare (14 Folgen)
- 1965–1967: Solo für O.N.C.E.L. (The Man from U.N.C.L.E., 8 Folgen)
- 1966: Hot Rods to Hell
- 1966–1967: The Girl from U.N.C.L.E. (6 Folgen)